# Moscou (Gent)

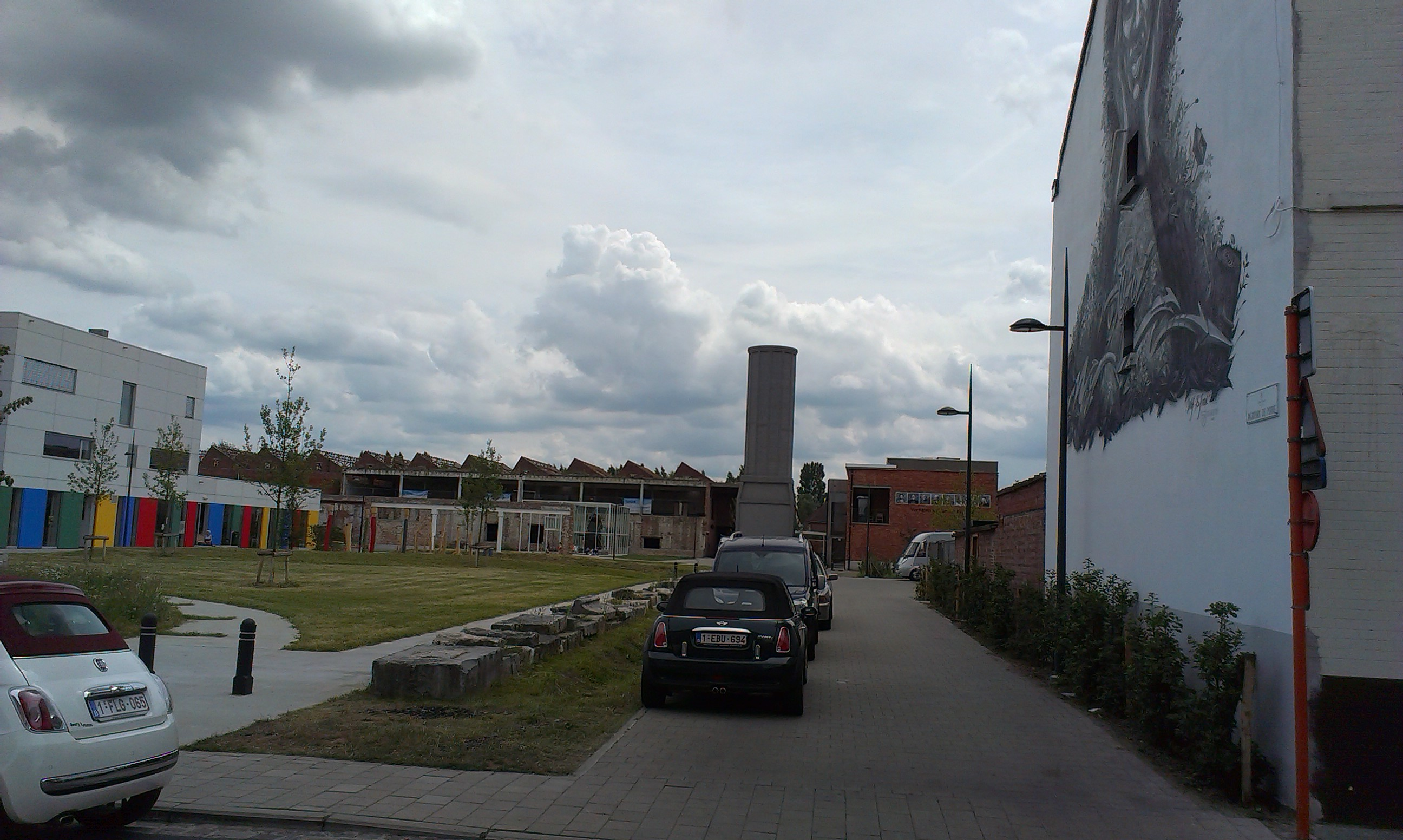
wijkpark De Porre met fabriekscomplex

Moscou is een wijk in Gentbrugge, een deelgemeente van de Belgische stad Gent. De merkwaardige naam dankt ze aan de aanwezigheid van een detachement van het Russisch leger dat voor en na de nederlaag van Napoleon bij Waterloo (1815) enkele maanden kampeerde in de Veldwijk. Tijdens de "Honderd Dagen" beschermden zij Gent en zijn gast, de Franse koning Lodewijk XVIII. De benaming werd een tijdje enkel in de volksmond gebruikt, maar werd in de 19e eeuw geofficialiseerd, wat de spelling met een "c" verklaart.
De naam "Moscou" is in Gent en daarbuiten vooral bekend doordat Moscou ook het eindstation is van de Gentse tramlijn T3. In de loop der tijden werden de grenzen van Moscou vaak verlegd, zodat de wijk steeds groter werd, en alle Gentbrugse woonwijken in de buurt van Merelbeke-station omvatte.

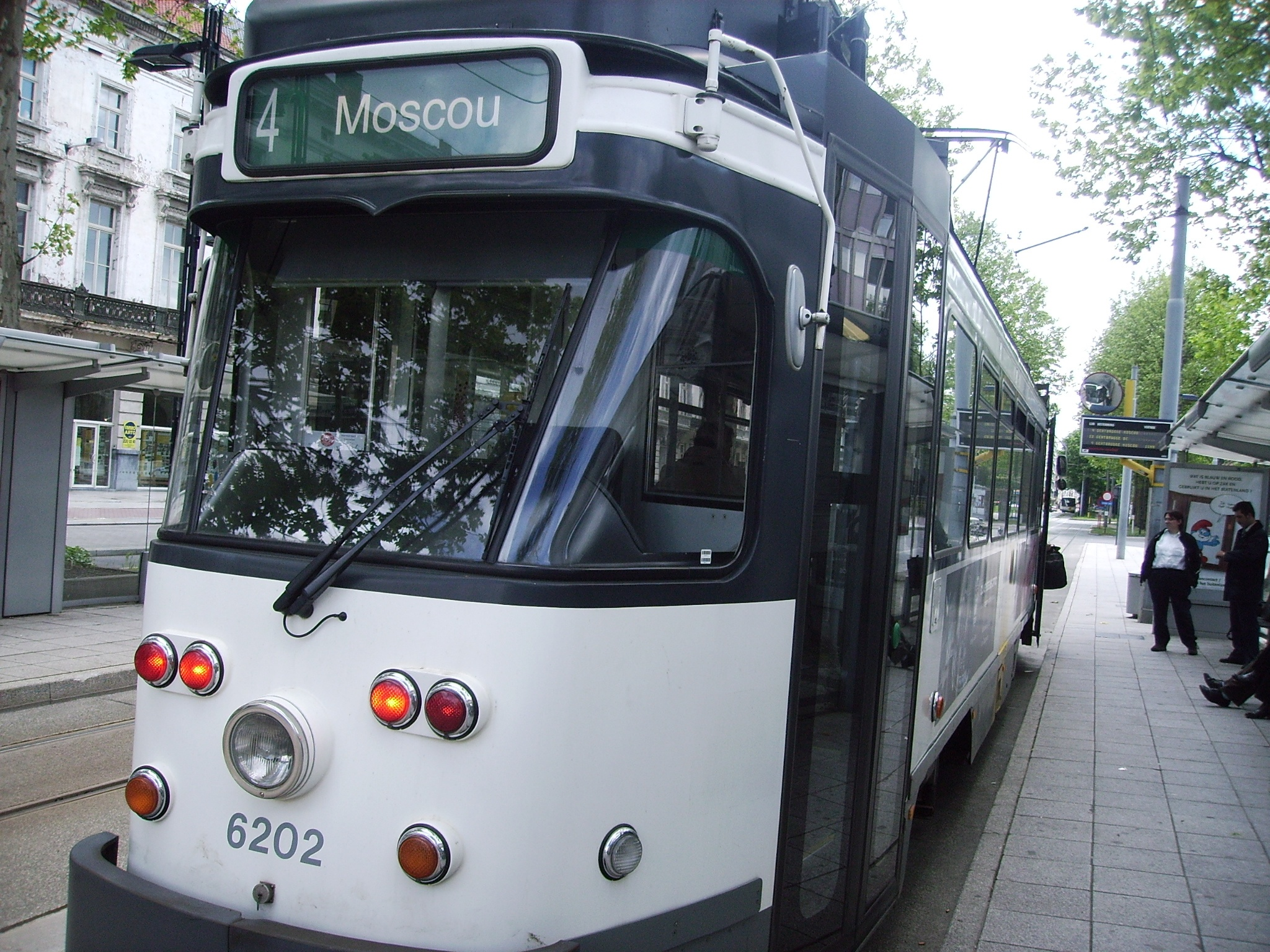
Tram 4 op weg naar Moscou

In 2004 had Moscou 5112 inwoners, een daling van 5,5% meer dan in 1999. (Ter vergelijking: Gent had 252.333 inwoners, een stijging van 12,6%.) Er wonen in verhouding weinig etnische minderheden (5,4% in Moscou, tegen 13,1% in Gent). De bevolking is aan het verjongen: het aandeel kinderen en dertigers neemt er toe, terwijl het aandeel 65-plussers stabiel blijft.

## De Porre
In de wijk Moscou-Vogelhoek opende in 1907 een stoomweverij en spinnerij De Porre. De fabriek was decennialang een grote werkgever voor de streek. De fabriek sloot in 1980. In 1982 kocht de stad de site op en transformeerde de fabriek tot het wijkpark De Porre. Dit werd officieel geopend in juni 2014. Blikvangers zijn de vroegere betonnen koeltoren en de gerestaureerde stoomturbine waarrond een glazen paviljoen gebouwd werd.

## Film
In 2007 werd een film gemaakt die zich afspeelt in Moscou: Aanrijding in Moscou. De film werd echter niet opgenomen in de wijk, maar in het nabijgelegen Ledeberg, een deelgemeente van Gent.